# 越智順子
越智 順子（おち じゅんこ、1965年4月12日 - 2008年7月27日）は、日本のゴスペル・ジャズシンガーである。血液型：AB

## 人物
- 高知県生まれ、本名：堺順子(旧姓・越智）。
- 佛教大学文学部国文学科卒業。在学中はフォークソング部に在籍。
- 2001年にメジャーデビュー[2]。
- 2008年7月27日に子宮頸癌のため大阪市北区の病院で永眠。享年43。

## ディスコグラフィー
- 「EXPOSURE」（1999年）
- 「JESSE」（2001年）
- 「What do you want for ‘love‘？」（2004年）
- 「I want you」（2004年）
- 「LIVE at SOMETIME 」（2009年）